# Îles Secas

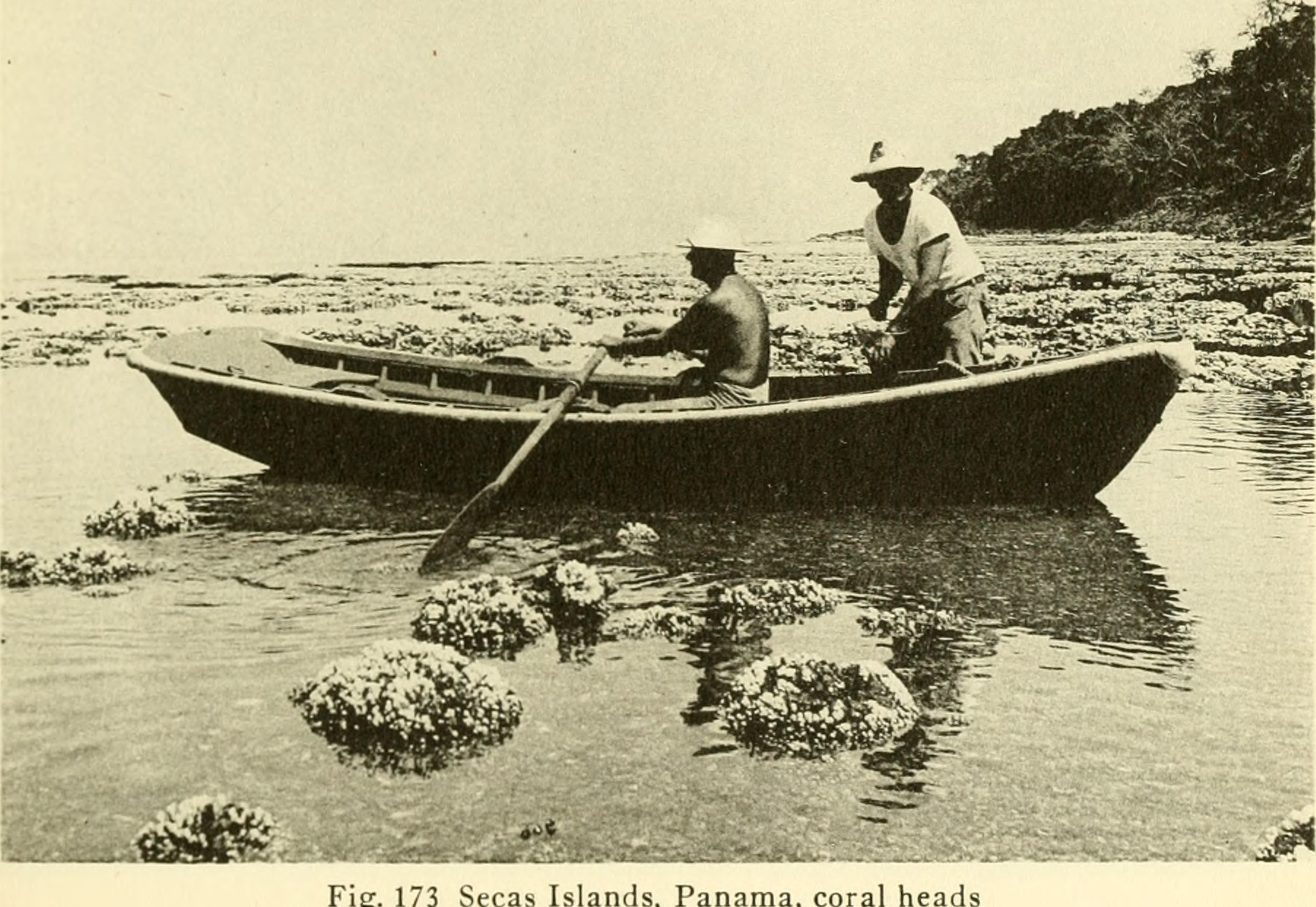
Allan Hancock Pacific expeditions
Identifier: allanhancockpaci11943allan (find matches)
Year: 1935

Les Îles Secas forment un archipel volcanique inhabité du Panama, appartenant administrativement à la  province de Chiriquí.

## Description
Les îles, au nombre de seize, se situent  dans le golfe de Chiriquí. Elles appartenaient à l’homme d’affaires américain Michael Klein, qui avait construit un éco-complexe sur les îles avant de mourir sur un vol des îles pour aller voir le volcan Barú.
Sur l'une des îles se trouve un phare.